# Olympische Winterspiele 2002/Skilanglauf – 4 × 5 km (Frauen)
Die 4 × 5-km-Skilanglaufstaffel der Frauen bei den Olympischen Winterspielen 2002 fand am 21. Februar 2002 in Soldier Hollow statt. Olympiasieger wurde die deutsche Staffel mit Manuela Henkel, Viola Bauer, Claudia Künzel und Evi Sachenbacher. Die Silbermedaille ging an die Staffel aus Norwegen, Bronze an die Schweiz.

## Daten
- Datum: 21. Februar 2002, 12:30 Uhr
- Höhenunterschied: 76 m/77 m
- Maximalanstieg: 41 m/50 m
- Totalanstieg: 196 m/204 m
- 52 Teilnehmer aus 13 Ländern, davon alle in der Wertung

## Ergebnisse
| Platz | Land / Sportlerinnen                                                                                 | Zeit                                                      |
| ----- | --- | --------------------------------------------------------- |
| 1     | Deutschland Manuela Henkel Viola Bauer Claudia Künzel Evi Sachenbacher                               | 49:30,6 h 13:01,8 min 12:58,0 min 11:47,7 min 11:43,1 min |
| 2     | Norwegen Marit Bjørgen Bente Skari Hilde Gjermundshaug Pedersen Anita Moen                           | 49:31,9 h 13:15,9 min 12:41,2 min 11:41,0 min 11:53,8 min |
| 3     | Schweiz Andrea Huber Laurence Rochat Brigitte Albrecht-Loretan Natascia Leonardi Cortesi             | 50:03,6 h 13:08,2 min 13:02,7 min 11:43,3 min 12:09,4 min |
| 4     | Tschechien Helena Balatková Kamila Rajdlová Kateřina Neumannová Kateřina Hanušová                    | 50:35,2 h 13:33,6 min 13:24,6 min 11:26,4 min 12:10,6 min |
| 5     | Belarus Alena Kaluhina Swetlana Nageikina Wera Sjatikowa Natalja Sjatikowa                           | 50:37,9 h 13:45,1 min 12:47,9 min 12:11,1 min 11:53,8 min |
| 6     | Italien Marianna Longa Gabriella Paruzzi Sabina Valbusa Stefania Belmondo                            | 50:38,6 h 14:14,2 min 13:13,2 min 11:41,3 min 11:29,9 min |
| 7     | Finnland Kati Sundqvist Satu Salonen Riitta-Liisa Lassila Kaisa Varis                                | 50:45,5 h 13:48,5 min 12:44,8 min 12:09,3 min 12:02,9 min |
| 8     | Kanada Sara Renner Milaine Thériault Amanda Fortier Beckie Scott                                     | 50:49,6 h 13:19,8 min 13:39,7 min 12:10,7 min 11:39,4 min |
| 9     | Slowenien Petra Majdič Teja Gregorin Andreja Mali Nataša Lačen                                       | 51:19,6 h 13:12,7 min 14:04,2 min 11:50,5 min 12:12,2 min |
| 10    | Japan Kanoko Goto Madoka Natsumi Nobuko Fukuda Sumiko Yokoyama                                       | 51:35,7 h 13:35,7 min 13:22,9 min 12:27,4 min 12:09,7 min |
| 11    | Kasachstan Swetlana Deschewych Jelena Wolodina-Antonowa Oxana Jazkaja Swetlana Malachowa-Schischkina | 51:52,2 h 13:53,9 min 13:23,2 min 12:04,0 min 12:31,1 min |
| 12    | Schweden Lina Andersson Elin Ek Jenny Olsson Anna Olsson                                             | 52:40,4 h 14:09,6 min 13:37,0 min 12:11,5 min 12:42,3 min |
| 13    | USA Wendy Wagner Nina Kemppel Barb Jones Aelin Peterson                                              | 53:23,4 h 14:03,4 min 13:49,9 min 12:35,2 min 12:54,9 min |